# Verzamelaarsmunt

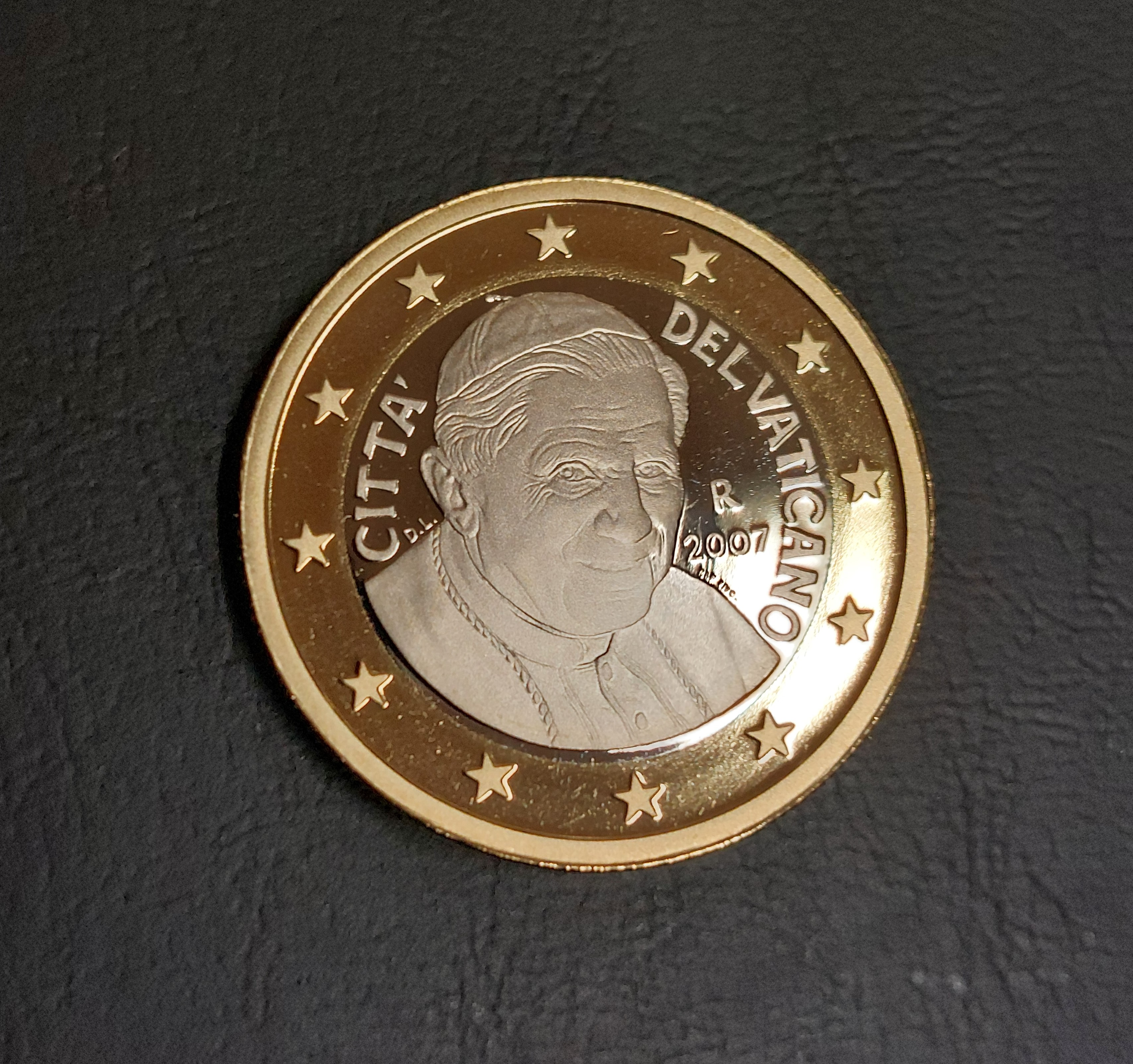
Vaticaans muntstuk van 1 euro uit 2007 in muntslagkwaliteit Proof.

Een verzamelaarsmunt is een officiële uitgifte door nationale en internationale munthuizen, waarbij de volledige (beperkte) oplage in een hogere muntslagkwaliteit worden aangemunt naast circulatiemunten. Verzamelaarsmunten worden uit diverse (edele) metalen vervaardigd en geslagen in verschillende verzamelaarskwaliteiten. Het wordt toegepast bij reguliere muntstukken en herdenkingsmunten.

## Ontwerp naar productie
Een verzamelaarsmunt die officieel wordt herkend start bij de kunstenaar die het ontwerp maakt. In Nederland zal de staatssecretaris van Financiën het ontwerp daarna definitief vastleggen in een Koninklijk Besluit en tot slot publiceren in het staatsblad.
Daarnaast zijn er commerciële munthuizen en bedrijven actief die ook herdenkingsmunten, medailles en penningen uitgeven maar deze uitgiftes behoren tot de pseudomunten en worden niet onder bewind van een land uitgegeven.
In België en Nederland dragen officiële muntstukken het muntmeesterteken van de muntmeester en het muntteken op welke plaats ze werden geslagen. Andere landen zoals Duitsland en de Verenigde Staten gebruiken een letterteken om naar de plaats van aanmunting te verwijzen.

## Metaal en legering
Verzamelaarsmunten hebben door verschillende reden een duurder prijskaartje dan hun nominale waarde vermeld op de munt. In hoeverre de verkoopprijs stijgt boven de nominale waarde hangt af van de uitvoering waarin ze worden geslagen. Daarnaast speelt de keuze van metaal, de grootte en gewicht ook een belangrijke rol. Meestal worden verzamelaarsmunten met een lage nominale waarde vervaardigd uit roestvast staal (dat gegalvaniseerd is met koper, messing of nikkel) en verzamelaarsmunten met een hoge nominale waarde vaak uit edele metalen zoals goud en zilver.

## Uitvoering
De verschillende uitvoeringsmogelijkheden uiten zich vooral in het omzichtiger omspringen van productieprocessen en technieken waarmee muntstempels & muntplaatjes worden behandeld en gepolijst. Daarnaast worden ze ook met grotere kracht geslagen.
De volgorde van de muntslagkwaliteiten naast circulatiemunten zijn trapsgewijs van laag naar hoog:
- (Brilliant) Uncirculated / Fleur De Coin
- Prooflike
- Gepolijste Stempel / Proof
- Reverse Proof

### Brilliant Uncirculated (BU)
Verzamelaarsmunten in muntslagkwaliteit BU vertonen een lichte mattering in het reliëf op een zachte glanzende achtergrond. Het muntproces is volledig geautomatiseerd en het verpakken in blisterverpakking wordt (deels) automatisch aan de muntpers verwerkt. Eén van de verpakkingswijze is polypropyleenfolie (PP) van 200 à 300 micron dik, ofwel wordt de PP onder vacuüm dichtgelast ofwel gebruikt men krimpfolie alvorens dicht te lassen.
De procedure en voorbereiding verloopt zorgvuldiger dan bij circulatiemunten. Zo wordt de productiesnelheid verlaagd en worden stempels gemiddeld na duizend geslagen stukken herpolijst en ongeveer na tienduizend geslagen stukken vervangen; daarna gaan ze richting muntproductieproces voor gewone circulatiemunten. De stempels zijn vervaardigd uit chroom en worden in spiegelbeeld op digitale wijze ingegraveerd via lasertechniek. Tot slot worden stempels gepolijst aan de borstel met diamantpasta. Naargelang het munthuis kan er beslist worden de stempels minder of meer te herpolijsten alvorens te vervangen.
De muntplaatjes of rondellen worden gepolijst in een centrifuge met metalen kogeltjes en worden nadien goed gereinigd en ontvet. Het polijsten concentreert zich vooral op het glad en glanzend maken van muntplaatjes met een strenge controle nadien. Dit zorgt voor een glanzende stempelglans. Brilliant Uncirculated is een synoniem voor Fleur De Coin maar omgekeerd zijn er een paar condities aan verbonden. (Zie Fleur de Coin).

### Fleur De Coin (FDC)
Verzamelaarsmunten in muntslagkwaliteit Fleur de coin (FDC) hebben in principe dezelfde kwaliteit dan BU-muntstukken op voorwaarde dat hun muntproductieproces ook is uitgevoerd met een aparte muntpers en een hogere muntslagkwaliteit dan circulatiemunten. Zo’n oplage wordt hedendaags gezien als FDC/BU of BU/FDC.
Enerzijds zijn verzamelaarsmunten in vergelijking met vroeger toegenomen in kwaliteit door moderne innovatietechnieken zoals digitale ontwerp, lasergebruik en optimalisatie van productieprocessen, anderzijds hangt de kwaliteit sterk af van land tot land en wanneer de uitgifte plaatsvond. Zo werd er in de jaren 70 in Europa FDC-series uitgegeven met daarin de allereerst geslagen circulatiemunten zonder het productieproces aan te passen of onvoldoende zorg te besteden aan dit proces. Deze FDC-series worden gezien als FDC/UNC en vertonen geen lichte mattering in het reliëf. Wat ze wel gemeenschappelijk hebben is de uitzonderlijke staat en glanzende stempelglans.
Fleur De Coin werd vooral gehanteerd bij oude Europese munteenheden zoals Belgische frank, Nederlandse gulden, Duitse mark, enz. Hedendaags wordt er op het certificaat 'Brilliant Uncirculated' vermeld, maar sommige landen schrijven nog steeds Fleur De Coin op hun sets. De Koninklijke Munt van België is daar een voorbeeld van. Bij de Koninklijke Nederlandse Munt is er vanaf 2002 beslist Fleur de Coin niet meer te vermelden op muntsets maar over te schakelen naar Brilliant Uncirculated tekst.
Naast het zijn van een muntslagkwaliteit, is FDC (in de numismatiek) ook gekend als een kwaliteitstrap voor (oude) muntstukken & bankbiljetten.

### Prooflike (PL)
Verzamelaarsmunten in Prooflike-kwaliteit vertonen een hoogglanzende uitzicht in het fond met een matte uitvoering in het reliëf. De stempelglans is alleen te zien in het fond. Deze Prooflike-muntstukken of bijna Proof-muntstukken worden vooral ingezet bij onedele metalen en worden sneller aangemunt dan echte Proof-muntstukken maar trager dan BU-muntstukken.
Een BU-muntstempel gaat naar de volgende fase en wordt verder tactisch uitgewerkt. Het hoger gelegen deel of reliëf van de munt ligt in de stempel verdiept; dit gedeelte wordt gezandstraald (met fijn zand) en wordt hierdoor ruw. Het ruwe gedeelte zorgt ervoor dat het reliëf na het aanmunten gematteerd uitziet. Het vlakke gedeelte wordt glanzend gepolijst met diamantpasta. Het deel dat niet wordt gepolijst of gezandstraald wordt afgeplakt met zelfklevende doorzichtige folie. De voorbereiding van muntplaatjes bij Prooflike is identiek aan dat van BU-muntstukken.
Prooflike-muntstukken worden hedendaags geslagen om onmiddellijk verpakt te worden in blisterverpakking of dichtgelast plastiekje. Regelmatig wordt deze productie onderworpen aan een steekproef dat strikt de standaard controleprocedure naleeft om de uitvoeringskwaliteit te blijven garanderen. Aan de muntpers staat een tafel gevestigd om deze verzamelaarsmunten zorgvuldig via handschoen in de verpakking te stoppen.

### Gepolijste Stempel of Proof (GS/QP)
Verzamelaarsmunten in Proofkwaliteit vertonen een hoogglanzende puntgave spiegel in het fond met in het reliëf een contrast van haarscherpe details in matte uitvoering. Het vertoont geen stempelglans maar de gepolijste stempel. Deze muntslag is wereldwijd dé allerhoogste muntslagkwaliteit waarmee verzamelaarsmunten worden aangemunt. Quality Proof wordt meestal gebruikt bij edele metalen en uitgegeven in (leder) etui met echtheidscertificaat dat steeds de beperkte oplage garandeert.
De muntplaatjes worden machinaal of aan de borstel met diamantpasta hoogglanzend gepolijst en daarna perfect ontvet. Deze muntplaatjes worden meestal ingepakt en zo blijven ze beschermd tegen oxidatie. Pas als het muntplaatje in de muntring wordt geplaatst wordt het per handschoen uit de verpakking gehaald.
De uitwerking van muntstempels zijn deels zoals dat van Prooflike-stempels maar krijgen in deze fase nog een laatste verfijning. Het vlakke gedeelte wordt hoogglanzend gepolijst aan de borstel met diamantpasta en het detail dat in de stempel verdiept ligt, wordt gezandstraald (met fijn zand) en krijgt hierdoor een ruw contrast. Het ruwe contrast zorgt ervoor dat het reliëf na het aanmunten gematteerd uitziet tot in het kleinste detail. Het deel dat niet gepolijst of gezandstraald wordt, wordt afgeplakt met zelfklevende doorzichtige folie. De scheiding tussen mat en glanzend moet perfect zijn en Proofmuntstukken worden uitvoerig één voor één gecontroleerd op gebreken. In deze muntslagkwaliteit worden stempels tijdens gebruik veel strenger opgevolgd en worden ze om de 50 tot 250 stukken herpolijst en na ongeveer duizend geslagen muntstukken vervangen. Elk munthuis hanteert hiervoor een eigen criteria.
Omdat Proofmuntstukken (meestal) uit edele metalen worden vervaardigd behouden ze ook gemakkelijk hun verzamelwaarde en is hun intrinsieke waarde altijd hoger dan de nominale waarde. Proof-muntstukken zijn de duurste verzamelaarsmunten bij uitgifte en dat heeft grotendeels te maken met de kwaliteit waarin ze worden geleverd. Maar niet alleen daardoor zijn ze duurder; alle bewerkingen gebeuren volledig handmatig en worden één voor één geslagen, in twee tot drie slagen per muntstuk. Het inpakken gebeurt niet aan de muntpers maar aan een tafel ver verwijderd van de muntpers. De muntstukken worden zorgvuldig via handschoenen in een capsule gestopt. Het is niet de bedoeling de verpakking te openen want ze zijn extra gevoelig bij aanraking en mogen zeker niet rechtstreeks met de handen worden vastgenomen.
In België staan de letters 'qp' altijd vermeld op een Proofmuntstuk voor zowel Belgische frank als de nieuwe euromunten. In het andere geval gaat het om een Prooflike.

### Reverse Proof
Een nieuwe variant op Proof is de 'Reverse Proof'. Een Reverse Proof of Omgekeerde Proof heeft in het reliëf een hoogglanzende puntgave spiegel en in het fond een matte uitvoering. Het muntproces en de voorbereiding is hetzelfde als dat van Proof maar dan met een omgekeerde muntstempel. In 2006 werd door de US-Mint de allereerste 'Reverse Proof American Silver Eagle' geslagen en uitgegeven.

## Uncirculated (UNC)
Naargelang het doel en continent kan aan de term uncirculated drie verschillende interpretaties gegeven worden:
| Onderwerp                  | Continent | Afkorting | Kenmerken |
| -------------------------- | --------- | --------- | --- |
| Uncirculated (munthuis)    | Europa    | UNC       | Deze munten worden geslagen om in omloop te komen maar worden niet in omloop gebracht. Het zijn circulatiemunten die onderworpen worden aan kwaliteitscontrole om vervolgens in muntsets op te bergen. |
| Uncirculated (munthuis)    | Amerika   | UNC/BU    | Terwijl Europa de vertaling letterlijk neemt, wordt het in Amerika figuurlijk bedoeld. UNC-sets worden ook met een aparte muntpers geslagen net zoals de Europese Brilliant Uncirculated.              |
| Uncirculated (numismatiek) | Amerika   | UNC/FDC   | In de numismatiek wordt UNC wereldwijd gezien als de hoogst mogelijke kwaliteitstrap voor de staat van bewaring bij oude munten en bankbiljetten. Net hetzelfde als de Europese FDC in de numismatiek. |

## Afwijkende nominale waarde
Verzamelaarsmunten kunnen uitgegeven worden met een gewone nominale waarde (zoals uit onze portemonnee) en met een afwijkende nominale waarde zoals 5 en 10 euro. Verzamelaarsmunten met ongewone nominale waarde zijn vaak herdenkingsmunten in het teken van een thema of gebeurtenis.